# Dan Jacobson
Dan Jacobson (Johannesburgo, 7 de marzo de 1929 − Londres, 12 de junio de 2014) fue un novelista, escritor de cuentos, crítico y ensayista sudafricano. Vivió en el Reino Unido gran parte de su vida, y durante muchos años trabajó como profesor en el Departamento de Inglés en la University College de Londres. También pasó periodos trabajando como escritor y como profesor en universidades de los Estados Unidos, Australia y Sudáfrica, y dio conferencias en otros muchos países.

## Carrera literaria
Sus primeras novelas, incluida The trap, la primera publicada, se centraban en temas relacionados con su país natal, Sudáfrica. Sin embargo, sus últimos trabajos han tenido una mayor variedad de contenido, incluyendo obras de fantasía y ficción histórica, así como memorias, ensayos de crítica libros de viaje. Entre los premios y distinciones que recibió se encuentran el Premio John Llewellyn Rhys en 1959 (por A long way from London and other stories); Premio Somerset Maugham en 1964 (por Time of arrival and other essays); The Jewish Chronicle en 1977 (por The confessions of Josef Baisz); el Premio J. R. Ackerley de autobiografías de 1986 (por Time and time again). En el año 2000 editó y tradujo del neerlandés Een mond vol Glas de Henk van Woerden, una imaginativa recreación de las circunstancias en que se produjo el asesinato del presidente sudafricano Hendrik Verwoerd.
Dan Jacobson recibió un doctorado honorario de la Universidad del Witwatersrand de Johannesburgo. Tras su jubilación en el University College de Londres se le fue otorgado el título de Fellow del colegio, título que en el Reino Unido se otorga para personal retirado de la universidad pero que continúa afiliado a ella. Recopilaciones de su trabajo pueden encontrarse en el Harry Ransom Humanities Research Center de Austin, Texas; en la Universidad de Oxford, Inglaterra; y en Sudáfrica en la Biblioteca de la Universidad del Witwatersrand, el National English Literary Museum de Grahamstown y en el Africana Museum de Kimberley.

## Obras
- The Trap (1955)
- A Dance in the Sun (1956)
- The Price of Diamonds (1958)
- The Zulu and the Zeide (1959)
- The Evidence of Love (1960)
- No Further West (1961)
- Time of Arrival (1963) (ensayo)
- Beggar My Neighbor (1964) (historias cortas)
- The Beginners (1966)
- Through the Wilderness and Other Stories (1968)
- The Rape of Tamar (1970)
- The Boss (1971)
- Inklings (1973) (historias cortas)
- The Wonder-Worker (1973)
- The Confessions of Josef Baisz (1979)
- The Story of the Stories: The Chosen People and Its God (1982) (no ficción)
- Time and Time Again: Autobiographies (1985)
- Her Story (1987)
- Adult Pleasures: Essays on Writers and Readers (1989)
- Hidden in the Heart (1991)
- The God-Fearer (1992)
- The Electronic Elephant (1994)
- Heshel's Kingdom (1998)
- A Mouthful of Glass – traducción de Een Mond vol Glas, de Henk van Woerden (2000)
- All For Love (2005)